# Ługi Wałeckie
Ługi Wałeckie – wieś w Polsce, położona w województwie zachodniopomorskim, w powiecie wałeckim, w gminie Wałcz.
| SIMC    | Nazwa     | Rodzaj    |
| ------- | --------- | --------- |
| 0531312 | Brzezinki | część wsi |
| 0531329 | Papowo    | część wsi |

W latach 1975–1998 wieś administracyjnie należała do województwa pilskiego.